# Escadron de soutien technique et d'armement spécialisé 91/523
L'escadron de soutien technique et d'armement spécialisé 91/523 (ESTAS 91/523), connu jusqu'en 2020 sous le nom d'escadron de transport de matériels spécialisés 91/523 (ETMS 91/523), est une unité de l'armée de l'air française stationnée depuis 1998 sur la base aérienne 702 à Avord dans le département du Cher.

## Mission
Sa mission est le transport routier des armements nucléaires entre les bases aériennes des forces aériennes stratégiques, ainsi que celles de la force aéronavale nucléaire, et certains centres du commissariat à l'énergie atomique, direction des applications militaires : Centre de Valduc, Centre Le Ripault et Centre d'études scientifiques et techniques d'Aquitaine. L'identité de ses membres, à l'exception du commandant de l'unité et de son adjoint, est protégée depuis le 7 avril 2011 par arrêté.

## Équipements
Il dispose pour le transport de ces armes nucléaires de VSRE (véhicules spéciaux renforcés). Ce sont des camions Scania blindés pesant 33 tonnes, avec un moteur de 585 ch qui sont, en théorie, bridés à 80 km/h sauf urgence,. Ils sont entrés en service en 2007.

## Histoire
Auparavant, l'unité roulait avec des Berliet TLR 280, aléatoirement nommés BFE et , de 2 camions Renault VPR (véhicule pyrotechnique routier) de type brinks couleur bleu gendarmerie. 
Le peloton 511RT-BFE était soutenu par le 511e régiment du Train stationné à Auxonne. Il s'approvisionnait au Centre de Valduc (commissariat à l'énergie atomique, direction des applications militaires). C'était une unité formant corps aux ordres de l'état-major de l'Armée de terre, créée le 12 juin 1980. Dotée de 4 véhicules de transport d'éléments sensibles de systèmes d'armes nucléaires, elle a rempli sa mission au profit des Armées et de la DIRCEN. Lors de son homologation début 1982, le lieutenant-colonel Michel Charue était chef de corps et le lieutenant Jacques Dornier chef de peloton. Effectif : 19 dont 50 % de sous-officiers certifiés auto-engins-blindés.
Le peloton EAT-BFE était soutenu par l'école d'application du Train stationnée à Tours. Il s'approvisionnait au Centre Le Ripault (commissariat à l'énergie atomique, direction des applications militaires). C'était une unité formant corps aux ordres de l'état-major de l'Armée de terre, créée en 1979. Dotée de 4 véhicules de transport d'éléments sensibles de systèmes d'armes nucléaires, elle a rempli sa mission au profit des Armées et de la DIRCEN. Lors de son homologation début 1982, le lieutenant Bappel était chef de peloton.
L'armée de l'Air a récupéré la mission de transport en 1998. L'unité, stationnée à Avord se nommait Escadron de transport des ensembles des armes nucléaires (ETEAN). Elle devient par la suite l'escadron de transport de matériels spécialisés 91/523 (ETMS). En 2020, l'unité est renommé en escadron de soutien technique et d'armement spécialisé 91/523 (ETSAS). 

### Accident du 9 juin 2010 et enquête
L'existence de l'escadron est exposé au grand jour à la suite d'un accident survenu le 9 juin 2010. Un Scania VSRE circulant à vide à proximité du « hangar K » au sein de la BA 125 d'Istres, est contraint de manœuvrer brusquement pour éviter un piéton. Le véhicule freine sur 67 mètres avant de se coucher sur le côté et de glisser sur 21 mètres. 
L'accident cause trois blessés, dont un grave, parmi l'équipage du véhicule et rend le camion inutilisable, générant ainsi un préjudice estimé à 50 millions d'euros.  
L'étude du tachygraphe montre que le poids lourd roulait à 72 km/h dans une zone limitée à 30 km/h à l'intérieur d'une base militaire. Malgré sa limitation électronique à 80 km/h, le véhicule a atteint 105 km/h le jour de l'accident et à 120 km/h moins de deux semaines auparavant. Le bridage, normalement levé uniquement en cas de crise par le chef de bord, était contourné par l'équipage, autorisant ainsi des vitesses excessives. 
L'enquête révèle que le conducteur, un mécanicien de 28 ans au grade de caporal, n'était pas qualifié pour conduire le véhicule. Après l'accident, l'Armée de l'Air lui aurait accordé rétroactivement le brevet élémentaire de conducteur grand routier de transport de fret par équivalence. Les formations requises pour la conduite étaient également insuffisantes : un permis poids lourd, un certificat ADR de classe 7 pour le transport de matière radioactive, et une habilitation secret défense. Les temps de repos règlementaires étaient également souvent ignorées. 
Des incidents liés aux freins avaient déjà été signalés. La veille de l'accident, l'équipage avait rencontré des problèmes avec les freins de la remorque. Une autre fois, une fuite sur une durite de frein avait causé des difficultés lors d'un convoi vers Valduc. 
Le conducteur a été condamné à six mois de prison avec sursis pour blessures involontaires lors d'un procès à huis clos devant le tribunal de grande instance de Marseille. Malgré cela, il a été promu au grade de caporal-chef peu après l'accident. L'affaire n'a été rendue publique que 18 mois après l'accident, lors du procès. L'existence même de l'unité n'était pas connue du public jusqu'à ce moment-là.